# Senatori della XXVII legislatura del Regno d'Italia
Elenco dei senatori della XXVII legislatura del Regno d'Italia nominati dal re Vittorio Emanuele III divisi per anno di nomina.
Tra parentesi sono indicate le categorie di nomina.

## Senatori di diritto
- Il principe Umberto di Savoia entrò a far parte del Senato dal 15 settembre 1925; prestò giuramento il 14 novembre 1925.
- Eugenio di Savoia-Genova entrò a far parte del Senato dal 13 marzo 1927; prestò giuramento il 6 dicembre 1927.

## Senatori di nomina regia

### 1924

#### Decreto 20 marzo
Con il decreto venne indicato come senatore Cesare Maria De Vecchi (14), ma la nomina non venne convalidata.

#### Decreto 18 settembre
Con il decreto vennero nominati 43 senatori.
- Giuseppe Albini (18)
- Raffaele Angiulli (21)
- Pietro Baccelli (21)
- Giuseppe Bevione (3)
- Luigi Bianchi (18)
- Giberto Borromeo Arese (21)
- Teresio Borsalino (21)
- Luigi Callaini (3)
- Vincenzo Camerini (3)
- Antonio Cao Pinna (3)
- Riccardo Cattaneo (21)
- Giovanni Alfredo Cesareo (18)
- Ettore Ciccotti (3)
- Giuseppe Cirincione (21)
- Gaspare Colosimo (3)
- Carlo Cornaggia Medici Castiglioni (3)
- Antonio De Tullio (21)
- Roberto De Vito (3)
- Luigi Facta (3)
- Gaetano Falconi (3)
- Bassano Gabba (18, 21)
- Antonio Garbasso (18)
- Davide Giordano (21)
- Giuseppe Lanza di Scalea (21)
- Luigi Luiggi (19)
- Girolamo Marcello (3)
- Alberto Marghieri (18)
- Pierino Negrotto Cambiaso (3, 21)
- Delfino Orsi (21)
- Paolo Orsi (18)
- Giovanni Pelli Fabbroni (21)
- Carlo Raggio (3, 21)
- Giovanni Raineri (3)
- Giovanni Rosadi (3)
- Francesco Rota (3)
- Ernesto Schiaparelli (18)
- Salvatore Segrè Sartorio (21)
- Giovanni Silvestri (21)
- Luigi Simonetta (19)
- Pietro Sitta (3)
- Giovanni Treccani degli Alfieri (21)
- Adolfo Venturi (20)
- Adolfo Zerboglio (3)

Nel decreto erano indicati anche Vittorio Cottafavi e Giacomo Puccini, morti però prima del perfezionamento della nomina.
Non furono convalidate le nomine per Giovanni Battista Bianchi, Salvatore Di Giacomo, Aurelio Drago, Guglielmo Guelpa, Giuseppe Majorana, Davide Mele, Ugo Ojetti e Giovanni Sabini.

### 1925

#### Decreto 15 ottobre
Con il decreto venne nominato un solo senatore.
- Cesare Maria De Vecchi di Val Cismon (6)

### 1926

#### Decreto 24 maggio
Con il decreto vennero nominati tre senatori.
- Alberto Bonzani (14)
- Ugo Cavallero (14)
- Giuseppe Sirianni (21)

### 1927

#### Decreto 18 dicembre
Con il decreto venne nominato un solo senatore.
- Alfredo Acton (14)

### 1928

#### Decreto 23 febbraio
Con il decreto venne nominato un solo senatore.
- Giuseppe Francesco Ferrari (14)

#### Decreto 20 maggio
Con il decreto vennero nominati quattro senatori.
- Giovanni Appiani (12)
- Arturo Cittadini (14)
- Luca Montuori (14)
- Antonio Salandra (3)

#### Decreto 22 novembre
Con il decreto venne nominato un solo senatore.
- Luigi Federzoni (3, 5)

#### Decreto 22 dicembre
Con il decreto vennero nominati 37 senatori.
- Pietro Alberici (9)
- Enrico Bazan (14)
- Guido Biscaretti di Ruffia (14)
- Luigi Bongiovanni (6, 14)
- Biagio Brugi (18)
- Giulio Campili (13)
- Michele Castelli Guaccero (15)
- Giovanni Cattaneo (14)
- Concino Concini (8, 12)
- Francesco Crispo Moncada (21)
- Giacomo De Martino (6)
- Giuseppe De Michelis (21)
- Massimo Di Donato (15)
- Giuseppe Facchinetti Pulazzini (12)
- Gaudenzio Fantoli (18)
- Gustavo Fara (14)
- Pietro Fedele (5)
- Jacopo Gasparini (6)
- Luigi Giampietro (13)
- Francesco Saverio Grazioli (14)
- Mario Lago (6)
- Silvio Longhi (12)
- Enrico Mazzoccolo (8, 12)
- Federico Millosevich (18)
- Umberto Montanari (14)
- Cesare Primo Mori (17)
- Raffaello Nasini (18)
- Gustavo Nicastro (14)
- Vincenzo Pericoli (17)
- Francesco Puija (12)
- Giuseppe Rota (14)
- Emilio Sailer (14)
- Giovanni Santoro (10)
- Gaetano Scavonetti (21)
- Giuseppe Vaccari (14)
- Augusto Vanzo (14, 16)
- Bernardino Varisco (20)

### 1929

#### Decreto 21 gennaio
Con il decreto vennero nominati 20 senatori.
- Angelo Abisso (3)
- Alessandro Albicini (3)
- Giberto Arrivabene Valenti Gonzaga (3)
- Carlo Bonardi (3)
- Francesco Boncompagni Ludovisi (3)
- Eugenio Broccardi (3)
- Gino Caccianiga (3)
- Innocenzo Cappa (3)
- Antonio Casertano (2, 3)
- Stefano Cavazzoni (3, 5)
- Giovanni Celesia di Vegliasco (3)
- Vittorio Cian (18)
- Mattia Farina (3)
- Salvatore Gatti (15)
- Alessandro Guaccero (3)
- Giorgio Guglielmi (3)
- Francesco Joele (3)
- Pietro Lanza di Scalea (3, 4, 5)
- Ignazio Larussa (3)
- Pietro Lissia (3)